# Unione Sportiva Ravenna 1996-1997
Questa pagina raccoglie le informazioni riguardanti l'Unione Sportiva Ravenna nelle competizioni ufficiali della stagione 1996-1997.

## Stagione
Nella stagione 1996-1997 il Ravenna affidato alle cure di Walter Alfredo Novellino coadiuvato dal vice Andrea Mandorlini, disputa il campionato di Serie B. Con sulle spalle una zavorra di 3 punti di penalizzazione. Al termine del torneo ha 52 punti, 55 presi sul campo, senza la penalizzazione sarebbe giunto sesto, invece si piazza all'ottavo posto. La squadra giallorossa è stata a lungo in corsa per la promozione, al giro di boa era quinta con 30 punti, sarebbe stata terza senza il fardello. Poi nella seconda parte del campionato un cedimento leggero, ma decisivo per perdere il treno promozione. Ancora una volta Stefan Schwoch con 9 reti è stato il miglior marcatore stagionale, lontano dalle 21 reti della stagione scorsa, ma sempre una certezza, al termine di questa stagione Novellino se lo porta a Venezia. Nella Coppa Italia il Ravenna supera il primo turno eliminando il Palermo, nel secondo turno cede il passaggio all'Inter, che si impone (0-1) al Benelli.

## Rosa
| N. |                   | Ruolo | Calciatore           |
| -- | ----------------- | ----- | -------------------- |
| 15 | Italia (bandiera) | A     | Emiliano Biliotti    |
| 20 | Italia (bandiera) | A     | Enrico Buonocore     |
| 6  | Italia (bandiera) | D     | Marino D'Aloisio     |
| 7  | Italia (bandiera) | D     | Riccardo Fimognari   |
| 8  | Italia (bandiera) | C     | Massimo Gadda        |
|    | Italia (bandiera) | A     | Ferdinando Gasparini |
| 17 | Italia (bandiera) | D     | Natale Gonnella      |
| 4  | Italia (bandiera) | C     | Giuseppe Iachini     |
| 24 | Italia (bandiera) | D     | Gianluca Luppi       |
| 3  | Italia (bandiera) | D     | Marcello Marrocco    |
| 5  | Italia (bandiera) | D     | Vittorio Mero        |

| N. |                      | Ruolo | Calciatore          |
| -- | -------------------- | ----- | ------------------- |
| 16 | Italia (bandiera)    | C     | Giuseppe Pregnolato |
| 14 | Italia (bandiera)    | D     | Alessandro Rinaldi  |
| 12 | Italia (bandiera)    | P     | Marco Roccati       |
| 19 | Italia (bandiera)    | C     | Riccardo Rovinelli  |
| 1  | Argentina (bandiera) | P     | Hugo Rubini         |
|    | Italia (bandiera)    | A     | Lorenzo Scarafoni   |
| 9  | Italia (bandiera)    | A     | Stefan Schwoch      |
| 13 | Italia (bandiera)    | C     | Alessandro Serra    |
|    | Italia (bandiera)    | A     | Vittorio Torino     |
| 2  | Italia (bandiera)    | D     | Simone Venturi      |
| 11 | Italia (bandiera)    | C     | Lamberto Zauli      |

## Risultati

### Campionato

#### Girone di andata
| Arbitro: | Dagnello (Trieste) |

|                                  |           |           |
| Marangon 17’ (aut.) Biliotti 69’ | Marcatori | 48’ Baldi |

| Arbitro: | Gambino (Barletta) |

|                              |           |               |
| F. Giampaolo 40’ (rig.), 92’ | Marcatori | 56’ Buonocore |

| Arbitro: | Preschern (Mestre) |

|             |           |          |
| Schwoch 24’ | Marcatori | 71’ Toni |

| Arbitro: | Pin (Conegliano) |

|  |           |               |
|  | Marcatori | 55’ D'Aloisio |

| Ravenna 6 ottobre 1996 5ª giornata | Ravenna          | 0 – 0 | Lucchese | Stadio Bruno Benelli\| Arbitro: \| Rossi (Ciampino) \| |
| Arbitro:                           | Rossi (Ciampino) |       |          |                                                        |

| Arbitro: | Cesari (Genova) |

|  |           |                       |
|  | Marcatori | 20’ Zauli 74’ Schwoch |

| Arbitro: | Serena (Bassano del Grappa) |

|               |           |                    |
| Scarafoni 20’ | Marcatori | 82’ Volpi 89’ Doll |

| Arbitro: | Gronda (Genova) |

|                               |           |  |
| Saurini 68’ (rig.) Vasari 88’ | Marcatori |  |

| Arbitro: | Branzoni (Pavia) |

|             |           |               |
| Dionigi 39’ | Marcatori | 44’ Buonocore |

| Arbitro: | Tombolini (Ancona) |

|                    |           |                           |
| Zauli 25’ Mero 39’ | Marcatori | 15’ Colacone 52’ Chianese |

| Arbitro: | Racalbuto (Gallarate) |

|               |           |              |
| Francioso 70’ | Marcatori | 71’ Gonnella |

| Arbitro: | Nicchi (Arezzo) |

|                         |           |          |
| Luppi 61’ Buonocore 73’ | Marcatori | 55’ Doni |

| Arbitro: | Lana (Torino) |

|             |           |                                     |
| Cerbone 24’ | Marcatori | 27’ (rig.) D'Aloisio 40’ Pregnolato |

| Arbitro: | Ercolino (Cassino) |

|           |           |                 |
| Zauli 56’ | Marcatori | 58’ Lantignotti |

| Arbitro: | Pairetto (Nichelino) |

|                      |           |  |
| Torino 81’ Zauli 86’ | Marcatori |  |

| Arbitro: | Bonfrisco (Monza) |

|           |           |                          |
| Voria 59’ | Marcatori | 10’ Schwoch 27’ Biliotti |

| Arbitro: | Collina (Viareggio) |

|                        |           |  |
| Iachini 3’ Rinaldi 78’ | Marcatori |  |

| Arbitro: | De Santis (Tivoli) |

|                                  |           |  |
| Goossens 23’, 57’ Centofanti 42’ | Marcatori |  |

| Arbitro: | Ceccarini (Livorno) |

|  |           |                                              |
|  | Marcatori | 64’ Cristallini 73’ Florijancic 86’ Ferrante |

#### Girone di ritorno
| Venezia 2 febbraio 1997 20ª giornata | Venezia            | 0 – 0 | Ravenna | Stadio Pierluigi Penzo\| Arbitro: \| Gambino (Barletta) \| |
| Arbitro:                             | Gambino (Barletta) |       |         |                                                            |

| Arbitro: | Borriello (Mantova) |

|  |           |           |
|  | Marcatori | 15’ Greco |

| Arbitro: | Preschern (Mestre) |

|                |           |                                          |
| Cappellini 93’ | Marcatori | 20’ Zauli 35’ Buonocore 64’, 79’ Schwoch |

| Arbitro: | Pin (Conegliano) |

|                                                         |           |  |
| Serra 45+1’ D'Aloisio 73’ (rig.) Schwoch 84’ Torino 88’ | Marcatori |  |

| Lucca 2 marzo 1997 24ª giornata | Lucchese             | 0 – 0 | Ravenna | Stadio Porta Elisa\| Arbitro: \| Pairetto (Nichelino) \| |
| Arbitro:                        | Pairetto (Nichelino) |       |         |                                                          |

| Arbitro: | Bolognino (Milano) |

|             |           |  |
| Schwoch 40’ | Marcatori |  |

| Arbitro: | Branzoni (Pavia) |

|  |           |                                    |
|  | Marcatori | 11’ Buonocore 53’ (rig.) D'Aloisio |

| Arbitro: | Gronda (Genova) |

|  |           |                    |
|  | Marcatori | 91’ (rig.) Saurini |

| Ravenna 6 aprile 1997 28ª giornata | Ravenna            | 0 – 0 | Reggina | Stadio Bruno Benelli\| Arbitro: \| Dagnello (Trieste) \| |
| Arbitro:                           | Dagnello (Trieste) |       |         |                                                          |

| Arbitro: | Bolognino (Milano) |

|  |           |                    |
|  | Marcatori | 84’ (rig.) Schwoch |

| Ravenna 20 aprile 1997 30ª giornata | Ravenna       | 0 – 0 | Lecce | Stadio Bruno Benelli\| Arbitro: \| Lana (Torino) \| |
| Arbitro:                            | Lana (Torino) |       |       |                                                     |

| Brescia 27 aprile 1997 31ª giornata | Brescia            | 0 – 0 | Ravenna | Stadio Mario Rigamonti\| Arbitro: \| Ercolino (Cassino) \| |
| Arbitro:                            | Ercolino (Cassino) |       |         |                                                            |

| Arbitro: | Branzoni (Pavia) |

|                      |           |                 |
| D'Aloisio 90’ (rig.) | Marcatori | 1’, 83’ Cerbone |

| Arbitro: | Messina (Bergamo) |

|                                   |           |  |
| De Franceschi 59’ Lantignotti 81’ | Marcatori |  |

| Arbitro: | Serena (Bassano del Grappa) |

|               |           |  |
| Dell'Anno 73’ | Marcatori |  |

| Arbitro: | Farina (Novi Ligure) |

|                         |           |                      |
| D'Aloisio 20’ Luppi 41’ | Marcatori | 45’ Tatti 86’ Florio |

| Arbitro: | Bazzoli (Merano) |

|                         |           |  |
| Agostini 59’ Hubner 87’ | Marcatori |  |

| Arbitro: | Messina (Bergamo) |

|               |           |                     |
| Gasparini 15’ | Marcatori | 18’ (rig.) Masolini |

| Arbitro: | Dagnello (Trieste) |

|  |           |                                       |
|  | Marcatori | 55’, 67’ Zauli 84’ Biliotti 90’ Serra |

### Coppa Italia
| Arbitro: | Gambino (Barletta) |

|                                |           |             |
| Scarafoni 13’, 15’ Schwoch 93’ | Marcatori | 49’ Saurini |

| Arbitro: | Braschi (Prato) |

|  |           |            |
|  | Marcatori | 27’ Winter |